# زاتوم ستاره
زاتوم ستاره (به لهستانی:  Zatom Stary) یک منطقهٔ مسکونی در لهستان است که در گمینا مینزخود واقع شده‌است. زاتوم ستاره ۲۵۰ نفر جمعیت دارد.